# Villanova del Sillaro
Villanova del Sillaro là một đô thị ở tỉnh Lodi trong vùng Lombardia của Italia, cách khoảng 35 km về phía đông nam của Milano và khoảng 9 km south of Lodi. Tại thời điểm 31 tháng 12 năm 2004, đô thị này có dân số 1.541 người và diện tích là 13,8 km².
Villanova del Sillaro giáp các đô thị: Pieve Fissiraga, Massalengo, Sant'Angelo Lodigiano, Ossago Lodigiano, Borghetto Lodigiano, Graffignana.